# Гараисабаль, Хуан
Хуан Гараисабаль — представитель концептуального искусства, скульптор и художник-эстампист. Многогранный творец, он экспериментировал с рисунком, работал со световыми, акустическими, видео-проектами и другими арт-проектами. Он стал всемирно известен благодаря своим городским мемориальным скульптурам. Его персональный проект «Память города» (Urban Memories) заключается в восстановлении исчезнувших архитектурных памятников с помощью скульптурных и световых композиций, заполняя таким образом создавшийся в важных исторических местах вакуум. Хуан Гараисабаль родился в Мадриде в 1971 году.

## Траектория профессионального развития
Хуан Гараисабаль изучает рисунок в мадридской академии IB 67, затем заканчивает высшую школу CESEM во французском городе Реймсе (Reims), совмещая свои первые художественные работы с проектами по перепланировке помещений и лофтов, приобретая опыт работы с различными материалами. В настоящее время живёт между Берлином и Мадридом, работая над проектами «концептуального вмешательства» в городское пространство. Основную часть своих работ Хуан создаёт вручную, работая с такими материалами, как сталь и железо, системы освещения, пластмасса, а также используя техники плотника и каменщика.

## Городские скульптуры
Основные городские скульптуры:

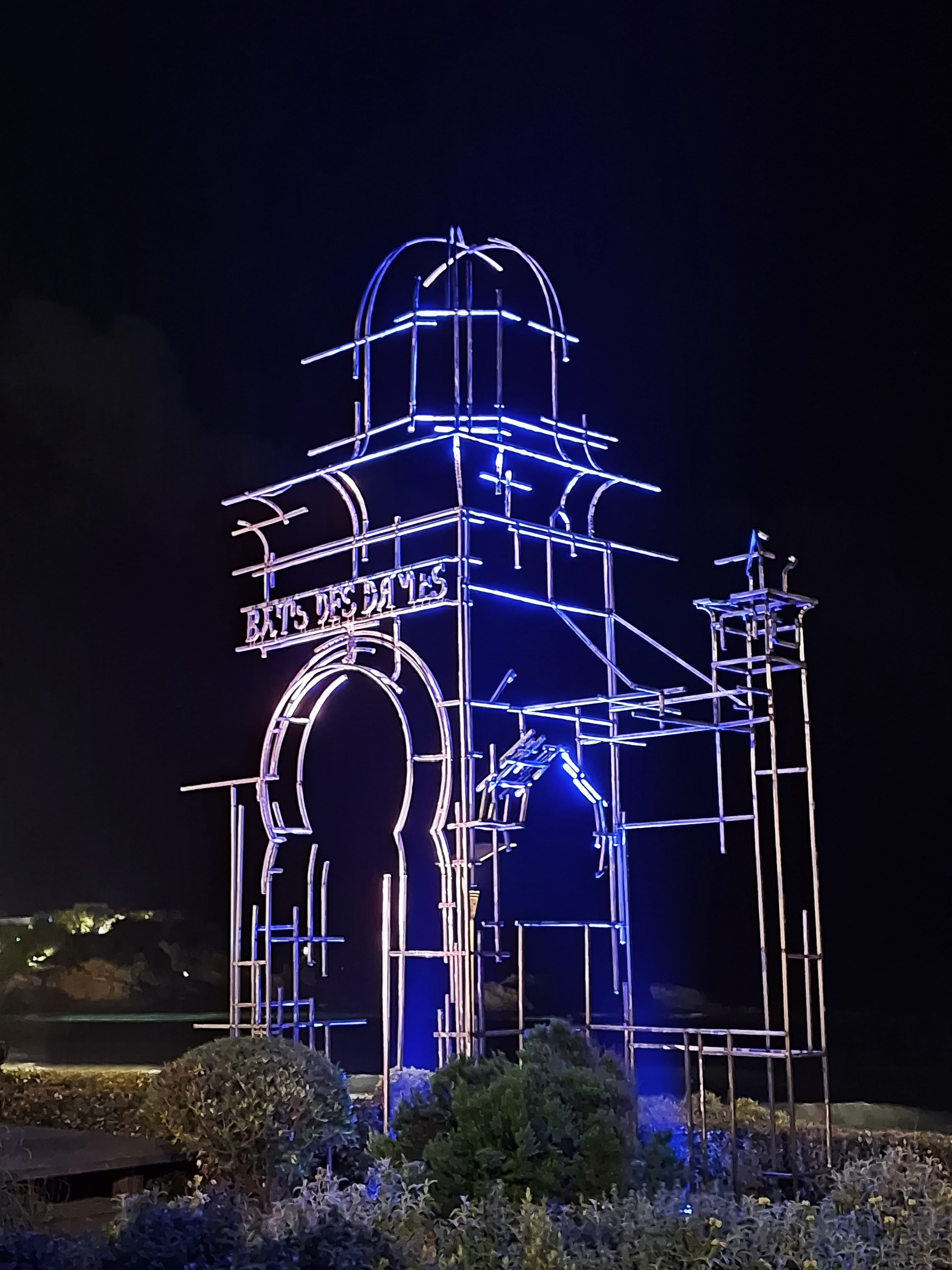
Memoria Urbana Biarritz

- Memoria Urbana Biarritz2006: Лес Цветов, Валенсия, Испания.
- 2007: Городской Мемориал Бухареста, Uranus Area. Noaptea Alba, Румыния.
- 2011: Archives Stairway. Коннектикут, США
- 2012: Городской Мемориал Берлина, Германия[4]
- 2013: Мемориал Джардино, Венеция, Италия. Куратор Барбара Роуз.[5]
- 2016: Memoria Urbana Майами; Балкон Гаваны, США
- 2018: Memoria Urbana Сеговия, Фестиваль Hay
- 2020: Ever Time Gate, Шанхай, Китай
- 2021: Four Monumental Sculptures, Париж, Франция
- 2021: Fondation Prince Albert,Монако
- 2021: Biennale de Sculpture, Сен-Поль-де-Ванс, Франция
- 2023: Ever Time Balcony, Шанхай, Китай
- 2024: La Memoria del Vidrio, Валенсия, Испания
- 2024: Land of Dilmun and Door of Dilmun, Манама, Бахрейн
- 2025: Memoria Urbana: Les Bains Napoléon, Биарриц, Франция

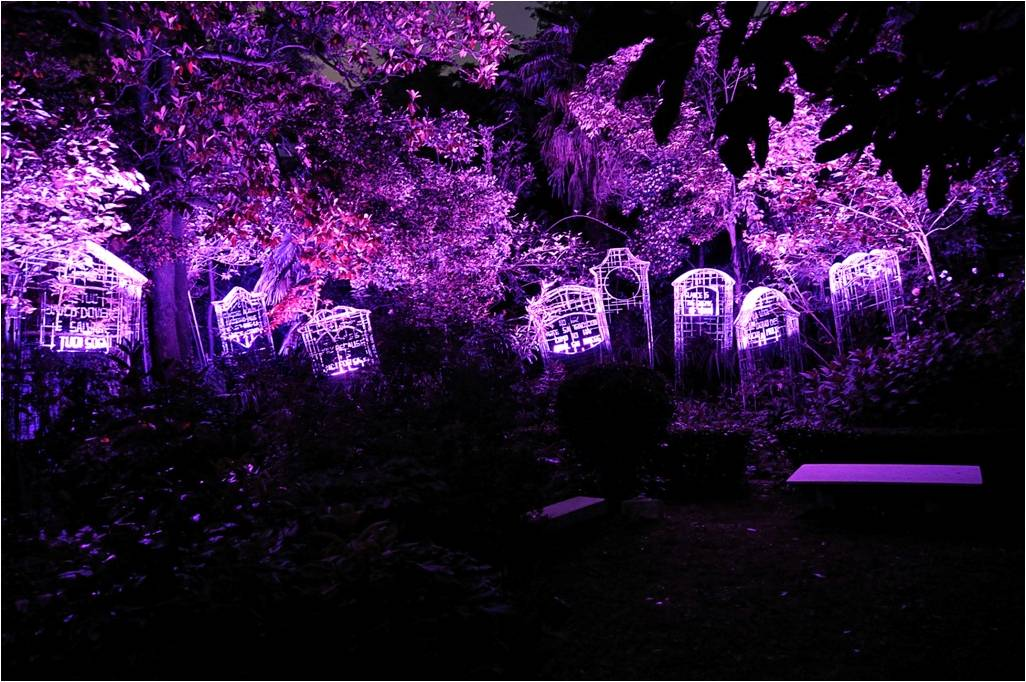
Мемориал Джардино, Венеция

- 2025: Ever Time Port, Португалия